# Pimelodus atrobrunneus
Pimelodus atrobrunneus es una especie de pez actinopeterigio de agua dulce, de la familia de los pimelódidos.

## Morfología
Cuerpo típico de bagre, con una longitud máxima descrita de 25,7 cm.

## Distribución y hábitat
Se distribuye por ríos y lagos de la vertiente atlántica de América del Sur, en la cuenca de la cabecera del río Uruguay (Brasil). Son peces de agua dulce tropical, de hábitat bentopelágico.